# Lev Jašin

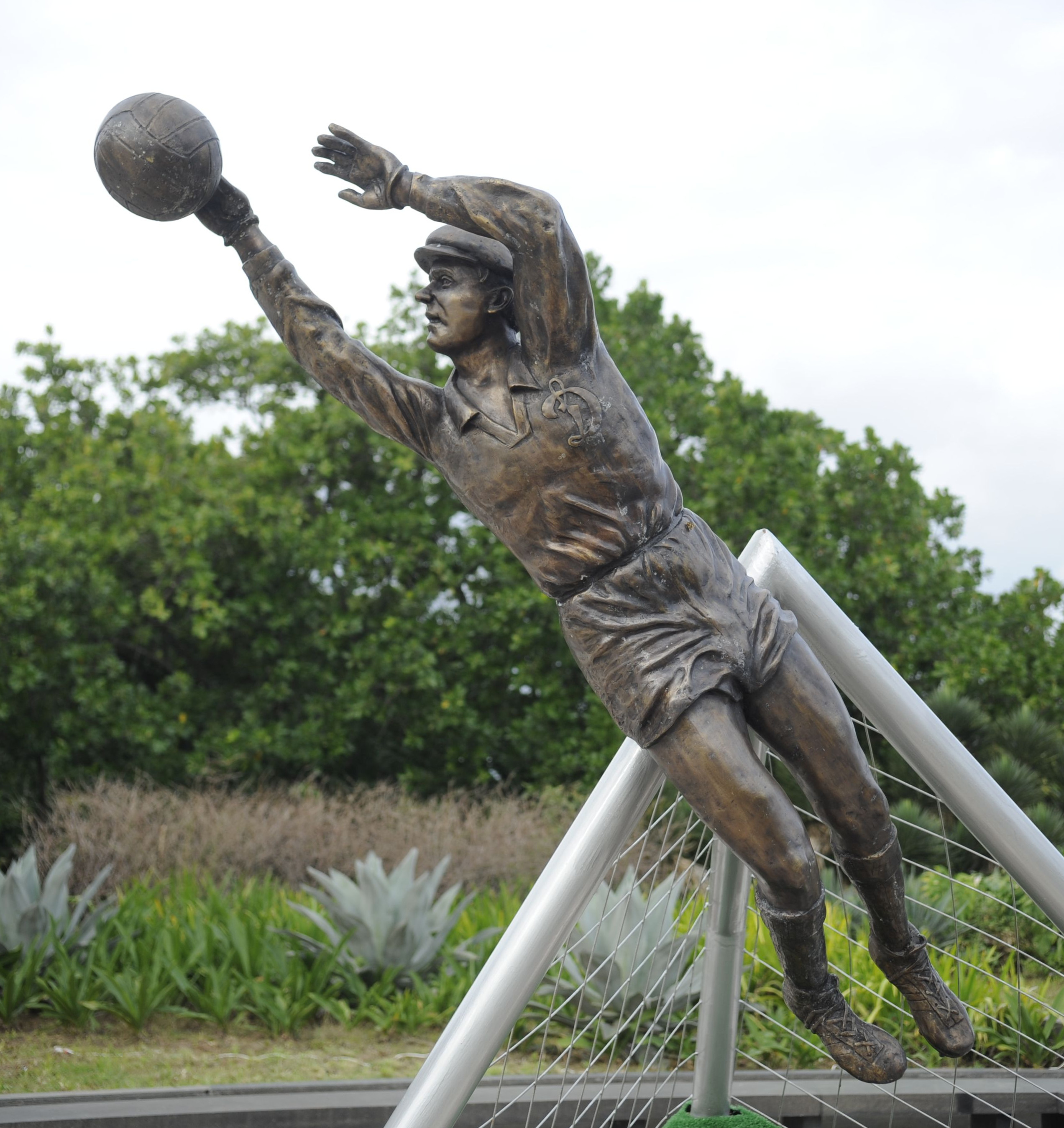
Bronzová socha Jašina v Rio de Janeiru

Lev Ivanovič Jašin (rusky Лев Ива́нович Я́шин, 22. října 1929 Moskva, SSSR – 20. března 1990 Moskva, SSSR) byl sovětský fotbalový brankář ruského původu. Celá jeho kariéra je spojena s klubem Dynamo Moskva.  Od roku 1954 hrál i v národním týmu SSSR,  se kterým se zúčastnil čtyř světových šampionátů. Přezdívalo se mu v Evropě „černý panter“ a v Jižní Americe „černý pavouk“. V roce 1963 získal jako první brankář v historii Zlatý míč pro nejlepšího fotbalistu Evropy. V roce 2000 byl zvolen nejlepším fotbalovým brankářem 20. století. V roce 2020 byl  jmenován do týmu snů ankety Zlatý míč (Ballon d'Or Dream Team), největší fotbalové  jedenáctky všech dob. 

## Život

### Dětství
Jašinův otec pracoval jako brusič v továrně na letadla v Tušinu na okraji Moskvy. Matka zemřela na tuberkulózu ještě než šel Lev Jašin do školy. Dětství strávil na ulici, kde místní děti hrály fotbal, hokej a  zkoušely další sporty.  Otec se znovu oženil a v roce 1939 se narodil Jašinův bratr Boris. Během války byla otcova továrna evakuována do Uljanovska, kam se přestěhovala celá rodina.  Lev Jašin tam pracoval jako zámečnický učeň a za svou práci dostal v 16 letech své první vyznamenání.

### Aktivní fotbalová kariéra
Po návratu do Moskvy se v továrně Rudý říjen vyučil zámečníkem a současně hrál fotbal za tovární tým. Se svou vysokou postavou byl trenérem vybrán pro post brankáře. V roce 1948 nastoupil na základní vojenskou službu a svými výkony v armádním fotbalovém  družstvu upoutal pozornost trenérů slavného  klubu Dynamo Moskva.  V březnu 1950 byl zařazen do sestavy Dynama na předsezónní soustředění jako náhradník, v červenci sehrál svůj první ligový zápas. Na další příležitosti musel čekat a proto se v roce 1951 zkoušel uplatnit v hokejovém mužstvu. Nakonec se rozhodl soustředit se jen na  fotbal. Od léta 1953 se Jašin stal brankářskou jedničkou Dynama a jeho branku hájil až do svých čtyřiceti let.  Stal se známým svým tehdy neobvyklým stylem:  míče odrážel rukama i nohama, často vybíhal z branky až za hranici pokutového území, zapojoval se do hry jako další obránce. Legendární byly jeho souboje, kdy zůstal sám proti postupujícímu útočníkovi. V roce 1954 poprvé nastoupil za národní tým SSSR jako první brankář proti Švédsku. V roce 1956 pomohl získat Sovětskému svazu zlatou medaili na olympijských hrách v Melbourne. Za svůj výkon získal Řád rudého praporu práce SSSR a v nově vytvořené anketě Zlatý míč  deníku France football se umístil na pátém místě. V roce 1963 Lev Jašin tuto anketu pro nejlepšího fotbalistu Evropy vyhrál. 

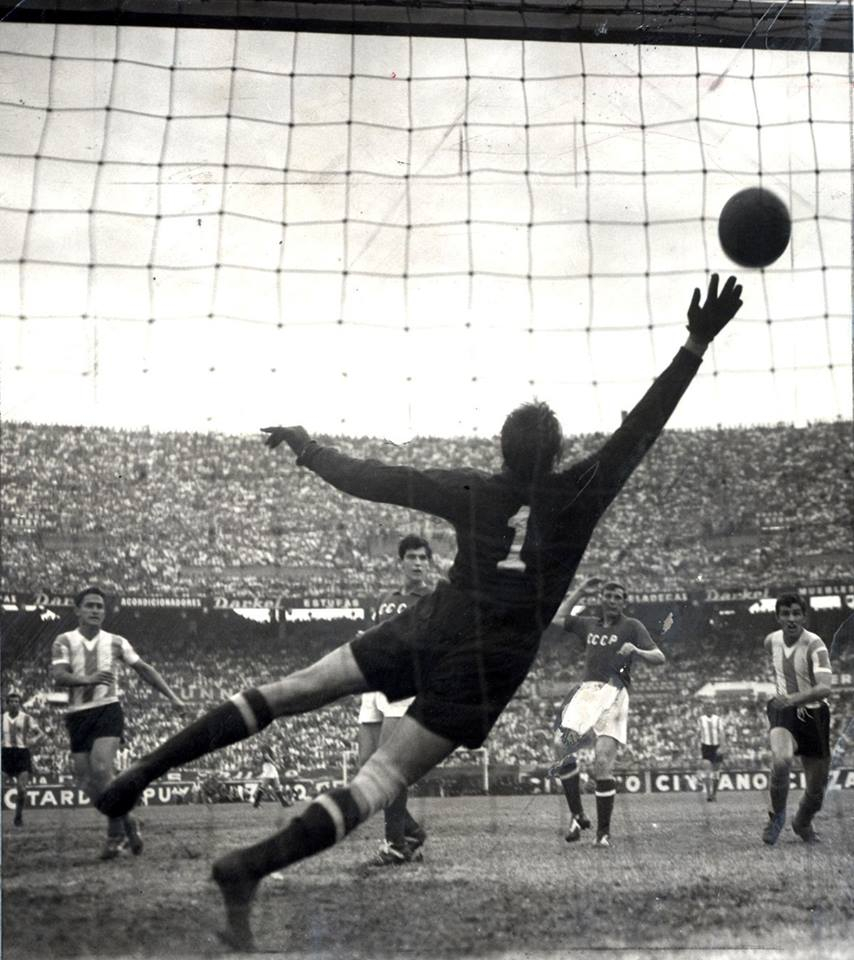
Jašin v zápase SSSR proti Argentině (1961)

V roce 1964 byl zvolen do předsednictva  Fotbalové federace SSSR. Několikrát chtěl hráčskou kariéru ukončit, přibývaly zdravotní problémy a zranění, ale vždy nechal se přesvědčit, že je pro tým nepostradatelný. Poslední zápas za Dynamo odehrál  v srpnu 1970 proti CSKA Moskva. 
Lev Jašin se s aktivní kariérou oficiálně rozloučil 27. května 1971, kdy se na Leninově centrálním stadionu v Moskvě konal rozlučkový zápas za účasti mnoha hvězd světového fotbalu, mimo jiné  Eusébia , Bobbyho Charltona, Gerda Müllera. Z československých hráčů se zúčastnili Ivo Viktor a Ladislav Kuna.

### Po kariéře
Po skončení aktivní kariéry Jašin u fotbalu zůstal jako funkcionář. V letech 1971–1976 působil v Dynamu Moskva, v říjnu 1976 odešel pracovat do fotbalového oddělení Sportovního výboru SSSR jako zástupce vedoucího pro vzdělávací práci. V roce 1981 byl jmenován do funkce místopředsedy Fotbalové federace SSSR.
V roce 1984 utrpěl infarkt a mrtvici. V září téhož roku se u něj objevila gangréna na noze, která vedla k amputaci. Naučil se používat protézu a znovu se vrátil do aktivního života. V roce 1985 mu bylo za zásluhy o rozvoj olympijského hnutí uděleno vyznamenání Mezinárodního olympijského výboru. V roce 1988 byl za zásluhy o rozvoj fotbalu vyznamenán Řádem za zásluhy FIFA.  V roce 1989 se na počest Jašinových 60. narozenin  konal slavnostní zápas, ve kterém hrálo mnoho slavných hráčů minulosti i současnosti. V březnu 1990 mu byl udělen titul Hrdina socialistické práce. O necelý týden později, 20. března, Lev Jašin zemřel ve věku 60 let. Příčinou smrti byla rakovina žaludku. Byl pohřben na Vagaňkovském hřbitově v Moskvě. Zůstala po něm  manželka Valentina Timofejevna a dcery Irina a Elena.
V roce 2019 byl o této fotbalové legendě  v Sovětském svazu natočen celovečerní film s názvem Lev Jašin. Brankář mých snů. ( Лев Яшин. Вратарь моей мечты).

## Statistiky
- 812 odehraných zápasů v kariéře
- 326 zápasů za A-tým Dynamo Moskva
- 270 čistých kont za A-tým Dynamo Moskva
- 151 zlikvidovaných penalt za A-tým Dynamo Moskva
- 78 zápasů za SSSR
- 12 zápasů na Mistrovství světa ve fotbale
- 2 zápasy za výběr světa FIFA (1963 proti Anglii, 1968 proti Brazílii)

## Úspěchy

### Domácí
- 1× vítěz mistrovství SSSR v Badmintonu a Raškovo turnaji pro nejlepšího fotbalistu roku 1955
- 5× vítěz, 5x 2. místo, 1x 3. místo v mistrovství SSSR ve fotbale
- 3× vítěz poháru SSSR ve fotbale

### Reprezentační
- 1× vítěz Olympijských her
- 1× vítěz Mistrovství Evropy ve fotbale (1960)
- 1× stříbro z Mistrovství Evropy ve fotbale (1964)

### Individuální
- Zlatý míč pro nejlepšího fotbalistu Evropy (1963)
- 3× nejlepší brankář SSSR (1960,1963,1966)

- 22 sezón v jednom klubu (1950–1970)
- Leninův řád (1967)
- Olympijská cena (1986)
- Medaile FIFA za zásluhy (1988)
- zlatá medaile Srp a kladivo, medaile Hrdina socialistické práce
- Nejlepší fotbalový brankář století (2000)
- člen UEFA Jubilee 52 Golden Players.[7][8]